# 리스 브라운
리스 브라운(영어: Reece Brown, 1991년 11월 1일~)은 잉글랜드의 전 축구 선수이다.